# Pherenice
Pherenice là một chi nhện trong họ Araneidae.